# مايك أغنيو
مايك أغنيو (بالإنجليزية: Mike Agnew)‏ هو لاعب كرة قدم أمريكي في مركز الوسط، ولد في 12 نوفمبر 1965 في دالاس في الولايات المتحدة. لعب مع بالتيمور بلاست ‏.